# Félix Doh
Félix Doh († 25. April 2003) war ein Rebellenführer der Elfenbeinküste. Er leitete die Aktionen des Mouvement populaire ivoirien du Grand Ouest (MPIGO) während des Bürgerkrieges zwischen 2002 und 2003. Aktionsfeld war hauptsächlich die Region um die westivorische Stadt Danané. Laut unbestätigter Angaben war Doh zu Beginn der Kampfhandlungen mit libyschen Söldnern alliiert. Ab April 2003 kam es jedoch zu Kämpfen zwischen diesen und den Rebellen.
Am 25. April 2003 wurde Félix Doh von libyschen Söldnern, unter Leitung des Sierra-Leoners Sam Bockarie, unter ungeklärten Umständen getötet.